# ストレンジャーソレント
『ストレンジャーソレント』は、小池書院が発行する日本の隔月刊青年漫画雑誌。2013年9月2日創刊。毎奇数月1日発売。

## 概要
2013年創刊。発行は大阪芸術大学、編集長は漫画原作者の小池一夫。新人育成の場としての意味合いを持つ雑誌であり、執筆陣は、叶精作や神江里見、木村知夫といったベテラン漫画家も一部含むものの、多くが新人である。

## 連載作品
最終号まで掲載された作品。掲載順。
- オレを二つ名で呼ばないで！[2]（原作・逢上央士、作画・鈴木ネコ、作画原案・COMTA）：2013年10月号 -
- また夜見上君が倒れてる（水喜結太加）：2013年10月号 -
- 霊媒分析官レアード（河合ヨシアキ）：2013年10月号 -
- 爆誕ツバメ（原作・鳴二一巴、作画・神江里見）：2013年12月号 -
- 迦陵頻伽（果南ビレン）：2013年12月号 -
- 平安狩人 翼鬼丸（小坂伊吹）：2013年12月号 -
- 無景映し 清十郎（原作・流圭、作画・稜之大介）：2014年4月号 -
- ツメクイ[3]（文・ねめしす、挿絵・伊吹タイガ）：2014年6月号 -
- 犬江戸繪巻 剣犬刃（桃山明慶）：2014年12月号 -
- テンキュー！（こうの知之）：2014年12月号 -
- 怪人とヒーローとスクールライフ（サブラフタロー）：2014年12月号 -
- 極光のヴァルキリー（原作・骨董屋佐竹、作画・対馬州佑）：2015年4月号 -
- 野々村さんちの服を着たネコ（斎藤三月）：2015年4月号 -
- ストレンジ・ストーリーズ[4]（原作・中村啓、作画・池田鷹一）：2015年4月号 -
- 千花のカンテラ（原作・梅原セイ、作画・葵久海子）：2015年8月号 -
- 喰棲記 ～朱眼のヴァールチカ～（原作・伊里侑也、作画・木村知夫）：2015年12月号 -
- 狸山のカイ（原作・宗田英李、作画・叶精作）：2016年2月号 -

## 連載終了した作品
2016年1月3日、公式サイトより。
- 帰れソレントへ　―「ZAN」より―[5]（絵師・天野喜孝、語り部・小池一夫[6]）：2013年10月号 - 2015年10月号
- TAKE -5- FIVE ゴウ（原作・竹内清訓、作画・叶精作）：2013年10月号 - 2015年8月号
- 剛改！ 濃い顔学園（Gousei）：2013年10月号 - 2014年6月号
- 葉隠（語り部・小池一夫、絵師・稜之大介）：2013年12月号 - 2014年2月号
- 地獄楽まんだら（これかわかずとも）：2013年12月号 - 2014年2月号
- ざしきわらしなう！[7]（大島永遠）：2013年12月号
- 女子中学生 祓（原作・小津夕喜、作画・木村知夫）：2014年6月号 - 2015年4月号

## 読切作品
掲載順。2016年1月3日現在。
- 星輝り（原作・晶斗、作画・雪平リツカ）：2013年10月号
- カキタガール ケシタガール（小田ロケット）：2013年10月号、2014年4月号
- ゲンゲン武士道（高田キヨシ）：2013年10月号
- ミカンの花咲く頃（中村匡助）：2013年10月号
- 呪い屋 米蔵（西村ナオ）：2013年10月号
- ヒキツイッター[8]（日涌裕）：2014年2月号
- エバー・グリーン（永井佐起）：2015年10月号
- 君は二度、繰り返す[4]（墨吉窓）：2015年12月号
- ソラのカケラ（由野歩）：2016年2月号

## 読み物
掲載順。太字は連載中（2015年9月4日現在、公式サイト）。
- 高橋留美子のキャラクターBOX！ - 創刊号より連載。高橋留美子へのインタビュー。高橋作品のキャラクターを毎号一人取り上げ、その性格や作品内での役割を解説する。
- キャラクター・ワールド・レポート！ - 創刊号より連載。創刊号では小池一夫の参加したサンディエゴ・コミコンのレポート。次号以降は「番外編」と銘打ち、マンガ・アニメ・ゲーム界の著名人と小池との対談。
- プロフェッサー・サイキックの漫画会を斬る!! - 2014年12月号より連載。ペンネーム「Pr. サイキック」が、毎号マンガ一作品を取り上げて解説・批評する。